# Тимон Ђакон
Свети апостол Тимон је један од седам ђакона (Дап 6, 5) и од седамдесет апостола.
Постављен за епископа батрског у Арабији. Проповедао је Јеванђеље и претрпео велике муке од стране непријатеља хришћанства. По предању је био бачен у огањ али је остао неповређен. Коначно је страдао разапет на крсту.
Српска православна црква слави га 30. децембра по црквеном, а 12. јануара по грегоријанском календару.